# Eriesthis variegata
Eriesthis variegata är en skalbaggsart som beskrevs av Karl Henrik Boheman 1857. Eriesthis variegata ingår i släktet Eriesthis och familjen Melolonthidae. Inga underarter finns listade i Catalogue of Life.